# Biești, Orhei
Biești este satul de reședință al comunei cu același nume  din raionul Orhei, Republica Moldova.
Satul Biești este situat la 25 km nord de centrul raional Orhei și la 71 km de Chișinău.
Cea mai veche atestare documentară a localității o aflăm la 23 martie 1430. Conform unei legende, temelia satului a fost pusă de către boierul Beiul și fii lui, care au tras o brazdă adâncă, de hotar, între moșia lor și cea a satului Chiperceni. Pe moșia satului sunt două movile funerare rămase de la triburile nomazilor veniți din stepele asiatice peste băștinașii sedentari, cu scopuri de jefuire. În ele au fost înmormântați migratorii răpuși în lupte de către băștinași. Movilele ne vorbesc despre faptul că localitatea este mult mai veche, acest fapt este atestat documentar, document în care se vorbește despre aceste locuri și despre un neam de boieri cu nume Beiu. În prezent mai mulți locuitori ai satului Biești poartă acest nume de familie, Beiul fiind probabil urmași de sânge ai fondatorului.
Locuitorii satului, secole la rând, și–au stăpânit moșia răzeșească respectând cu strictețe legile nescrise ale răzeșilor: de a nu–și vinde partea de moșie decât celorlalți răzeși din sat. Străinii nu erau acceptați.
Ca un document convențional despre băștinașii acestor locuri și preocupările lor poate servi și comoara monetară găsită lângă Biești încă în 1907 de locuitorii acestui sat, Macrinici, Călugar și Mascovici. S–au păstrat din acea comoară numai 11 monede de argint emise în Polonia, cea mai veche fiind bătută în 1614, iar cea mai recentă în 1626. Comoara a fost îngropată probabil în anii 1626–1650. Așadar, toponimul, prin formativul – și prin semnificația sa de origine românească, confirmă prezența unei vechi patronimii, comunitate de oameni coborâți dintr–un strămoș cu numele Beiu, care de asemenea, provine dintr-un vechi cuvânt turcesc: bei – domn, boier mare.
E semnificativ faptul că încă un document vechi despre satul Biești și oamenii lui (din noiembrie 1473) s–a păstrat nu la boieri, ci la răzeșii din sat.
La 29 aprilie 1835 documentul respectiv, de la Ștefan Vodă cel Bătrân, se păstra cu sfințenie în casa mazilului Gheorghe Holban, în vârsta de 34 de ani.
Corul popular „Semănătorii” condus de Ștefan Caranfil, artist al poporului, are mai bine de 30 de ani. Acest colectiv s-a învrednicit de titlul de cor popular încă în 1973, este laureat a nouă festivaluri de prestigiu din republică și de peste hotare. La căminul cultural mai activează ansamblul folcloric „Comorile plaiului” (condus de Cucu Nadejda), care adună, valorifică și promovează folclorul local. Cântăreața de muzică populară Alexandra Pîrvan din Biești s-a învrednicit să fie inclusă în enciclopedia „Femeia din Moldova” (Chișinău 2000).

## Personalități
- Protosinghelul Dosoftei Vîrlan (? – 20 iulie 1933)
- Gheorghe Andronache (8 aprilie 1893 - 14 martie 1970), partizan, nepotul protosinghelului Dosoftei
- Teodor Vicol (1888-?), scriitor și profesor la Facultatea de Medicină din Iași
- Nicanor Crocos (1890-1977), secretar la Ministerul de Interne al României
- Andrei Munteanu (n. 1939), savant, doctor în biologie
- Trofin Macrinici (26 iunie 1898 – ?), locotenent-colonel, deținut sovietic
- Stela Popescu (1935-2017), artistă română

Absolvenți ai școlii din Biești:
- Vladimir Gherciu
- Ion Cucu, doctor în științe fizico–matematice
- Maria Anghel–Junghietu, doctor în filologie
- Maria Vîrlan, doctor în psihologie
- Ion Caraman, doctor în științe agricole
- Nicolae Macrinici, doctor în chimie
- Gheorghe Plămădeală, doctor în biologie
- Tudor Capșa, doctor în drept
- Tudor Macrinici, deputat în Parlamentul RM (1990-1994)
- Vasile Plămădeală, jurist, specialist în drept internațional